# Difuziune moleculară

Difuzie din punct de vedere microscopic și macroscopic. Inițial, există molecule ale solutului în partea stângă a unei bariere (linia violetă) și nu există în partea dreaptă. Bariera este îndepărtată, iar solutul difuzează pentru a umple întregul recipient.
Sus: O singură moleculă se mișcă aleatoriu.
Mijloc: Cu mai multe molecule, există o tendință clară în care solutul umple recipientul din ce în ce mai uniform.
Jos: Cu un număr enorm de molecule de solut, toată starea aleatorie a dispărut: solutul pare să se miște lin și sistematic din zonele cu concentrație mare în zonele cu concentrație mică, urmând legile lui Fick.

În fizică, chimie și biologie difuziunea moleculară sau difuzia moleculară este mișcarea atomilor, moleculelor sau a altor particule ale unui gaz sau lichid la o temperatură mai mare de zero absolut. Rata acestei mișcări este o funcție de temperatură, viscozitatea fluidului, mărimea și densitatea (sau produsul lor, masa) particulelor. Acest tip de difuzie explică fluxul net de molecule dintr-o regiune cu concentrație mai mare spre una cu concentrație mai mică.
După ce concentrațiile s-au egalat, moleculele continuă să se miște, dar, deoarece nu există un gradient de concentrație, procesul de difuzie moleculară încetează și este guvernat de procesul de autodifuzie, care provine din mișcarea aleatorie a moleculelor. Rezultatul difuziei este o amestecare treptată a materialului, astfel încât distribuția moleculelor este uniformă. Deoarece moleculele sunt încă în mișcare, dar s-a stabilit un echilibru, rezultatul difuziei moleculare se numește „echilibru dinamic”. Într-o fază cu temperatură uniformă, în absența rezultantei forțelor externe care acționează asupra particulelor, procesul de difuzie va duce în cele din urmă la o amestecare completă.
Fie două sisteme; S1 și S2 la aceeași temperatură și capabile să schimbe particule. Dacă există o modificare a energiei potențiale a unui sistem; de exemplu μ1>μ2 (μ este potențialul chimic), va apărea un flux de energie de la S1 la S2, deoarece natura preferă întotdeauna energia minimă și entropia maximă.
Difuzia moleculară este de obicei descrisă matematic de legile lui Fick.

## Aplicații
Difuzia este un fenomen de o importanță fundamentală în multe discipline ale fizicii, chimiei și biologiei. Câteva exemple de aplicații ale difuziei:
- sinterizarea, pentru producerea de materiale solide (metalurgia pulberilor⁠(d), producția de materiale ceramice);
- proiectarea reactoarelor chimice;
- proiectarea catalizatoarelor în industria chimică;
- oțelul poate fi aliat prin difuzie (de exemplu, cu carbon sau azot) pentru a-i modifica proprietățile;
- doparea semiconductorilor⁠(d).

## Semnificație

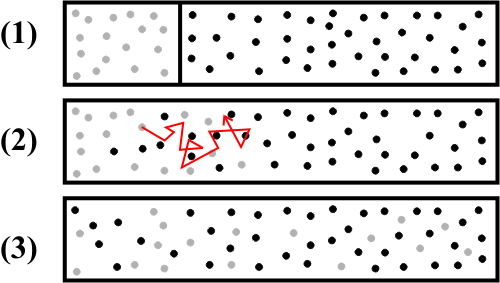
Reprezentare schematică a amestecării a două substanțe prin difuzie

Difuziunea face parte dintre fenomenele de transport. Dintre mecanismele de tranport de masă difuziunea moleculară este cel mai lent.

### Biologie
În biologia celulară, difuzia este o formă principală de transport pentru materiale necesare, cum ar fi aminoacizii din interiorul celulelor. Difuzia solvenților, cum ar fi apa, printr-o membrană semipermeabilă este clasificată drept osmoză.
Pe lângă procesele de volum sau active, metabolismul și respirația⁠(d) se bazează parțial pe difuzie. De exemplu, în alveolele pulmonare ale plămânilor mamiferelor, din cauza diferențelor de presiune parțială de-a lungul membranei alveolo-capilare, oxigenul difuzează în sânge, iar dioxidul de carbon difuzează în exterior. Plămânii au o suprafață mare pentru a facilita acest proces de schimb de gaze.

## Trasor, autodifuzie și difuzie chimică

Autodifuzie, exemplificată cu un izotop trasor radioactiv de ^{22}Na

Exemplu de difuzie chimică (classică, de tip Fick) a clorurii de sodiu în apă

Fundamental, se disting două tipuri de difuzie:
- Difuzia trasorului și autodifuzia, care sunt amestecări spontane ale moleculelor care are loc în absența unui gradient de concentrație (sau potențial chimic). Acest tip de difuzie poate fi urmărit folosind trasori izotopici, de unde și numele. Difuzia trasorului este de obicei presupusă a fi identică cu autodifuzia (presupunând că nu există un efect izotopic semnificativ). Această difuzie poate avea loc în condiții de echilibru. O metodă excelentă pentru măsurarea coeficienților de autodifuzie este cea a gradientului de câmp pulsator⁠(d) (PFG) RMN, unde nu sunt necesari trasori izotopici. Într-un așa-numit experiment ecou de spin⁠(d) RMN, această tehnică utilizează faza de precesie a spinului nuclear, permițând distingerea speciilor complet identice chimic și fizic, de exemplu la faza lichidă, moleculele de apă din apa lichidă. Coeficientul de autodifuzie al apei a fost determinat experimental cu o precizie ridicată, prin urmare servește adesea ca valoare de referință pentru măsurători pe alte lichide. Coeficientul de autodifuzie al apei pure este: 2,299•10−9 m2/s la 25 °C și 1,261•10−9 m2/s la 4 °C.[4]

- Difuzia chimică are loc în prezența unui gradient de concentrație (sau potențial chimic) și are ca rezultat un transport de masă net. Acesta este procesul descris de ecuația difuziei. Această difuzie este întotdeauna un proces de neechilibru, care crește entropia sistemului și aduce sistemul mai aproape de echilibru.

Coeficienții de difuzie pentru aceste două tipuri de difuzie sunt în general diferiți, deoarece coeficientul de difuzie pentru difuzia chimică este binar și cuprinde efectele datorate corelației mișcării diferitelor specii difuzante.

## Sisteme neechilibrate

Ilustrare a entropiei scăzute (sus) și a entropiei crescute (jos)

Deoarece difuzia chimică este un proces de transport net, sistemul în care are loc nu este un sistem în echilibru (adică nu este încă în repaus). Multe rezultate din termodinamica clasică nu sunt ușor de aplicat sistemelor aflate în afara echilibrului. Totuși, uneori apar așa-numitele stări cvasistaționare, în care procesul de difuzie nu se modifică în timp, unde rezultatele clasice se pot aplica local. După cum sugerează și numele, acest proces nu este un echilibru adevărat, deoarece sistemul este încă în evoluție.
Sistemele fluide aflate în dezechilibru pot fi modelate cu succes prin hidrodinamica fluctuantă Landau-Lifșiț. În acest cadru teoretic, difuzia se datorează fluctuațiilor ale căror mărimi variază de la scara moleculară la scara macroscopică.
Difuzia chimică crește entropia unui sistem, adică difuzia este un proces spontan și ireversibil. Particulele se pot răspândi prin difuzie, dar nu se vor reordona spontan (în absența modificărilor sistemului, presupunând că nu se creează noi legături chimice și absența forțelor externe care să acționeze asupra particulei).

## Difuziune „colectivă” dependentă de concentrație
„Difuziunea colectivă” este difuzia unui număr mare de particule, cel mai adesea în cadrul unui solvent.
Spre deosebire de mișcarea browniană, care este difuzia unei singure particule, cu excepția cazului în care particulele formează un amestec ideal cu solventul lor, interacțiunile dintre particule pot fi luate în considerare. (Condițiile ideale de amestec corespund cazului în care interacțiunile dintre solvent și particule sunt identice cu interacțiunile dintre particule și interacțiunile dintre moleculele de solvent. În acest caz, particulele nu interacționează atunci când se află în interiorul solventului).
În cazul unui amestec ideal, ecuația difuziei particulelor este valabilă, iar coeficientul de difuzie D (viteza de difuzie din ecuația difuziei particulelor), este independent de concentrația particulelor. În alte cazuri, interacțiunile rezultate dintre particulele din solvent vor explica următoarele efecte:
- Coeficientul de difuzie D în ecuația difuziei particulelor devine dependent de concentrație. Pentru o interacțiune de atracție între particule, coeficientul de difuzie tinde să scadă pe măsură ce concentrația crește. Pentru o interacțiune de respingere între particule, coeficientul de difuzie tinde să crească pe măsură ce concentrația crește.

- În cazul unei interacțiuni de atracție între particule, particulele prezintă o tendință de coalescență și de a forma ciorchini dacă concentrația lor depășește un anumit prag. Aceasta este echivalent cu o reacție chimică de precipitare (și atunci când particulele considerate care difuzează sunt molecule chimice în soluție este o precipitare).

## Difuziunea moleculară a gazelor
Transportul de material într-un fluid stagnant sau prin liniile de curent ale unui fluid într-o curgere laminară are loc prin difuzie moleculară. Se pot avea în vedere două compartimente adiacente separate printr-o barieră, care conțin gazele pure A sau B. Are loc o mișcare aleatorie a tuturor moleculelor, astfel încât, după o perioadă, moleculele se găsesc departe de pozițiile lor inițiale. Dacă bariera este îndepărtată, unele molecule de tip A se deplasează spre regiunea ocupată de moleculele de tip B, numărul lor depinzând de numărul de molecule din regiunea considerată. Concomitent, moleculele de tip B difuzează spre regimurile ocupate anterior de moleculele de tip A. În cele din urmă, are loc o amestecare completă. Înainte de acest moment, are loc o variație treptată a concentrației de molecule de tip A de-a lungul unei axe, x, care unește compartimentele originale. Această variație, exprimată matematic ca {\displaystyle -dC_{A}/dx}, unde {\displaystyle C_{A}} este concentrația de molecule de tip A. Semnul negativ apare deoarece concentrația de molecule de tip A scade pe măsură ce distanța x crește. În mod similar, variația concentrației de gaz de tip B este {\displaystyle -dC_{B}/dx.} Viteza de difuzie a moleculelor de tip A, {\displaystyle N_{A},} depinde de gradientul de concentrație și de viteza medie cu care moleculele de tip A se mișcă în direcția x. Această relație este exprimată prin legea lui Fick:
{\displaystyle N_{A}=-D_{AB}{\frac {dC_{A}}{dx}}} (aplicabilă doar cazurilor statice)
unde D este difuzivitatea lui A în B, proporțională cu viteza moleculară medie și, prin urmare, dependentă de temperatura și presiunea gazelor. Viteza de difuzie {\displaystyle N_{A}} este de obicei exprimată ca numărul de moli care difuzează pe unitatea de suprafață în unitatea de timp. Ca și în cazul ecuației fundamentale a transmiterii căldurii, aceasta indică faptul că rata forței este direct proporțională cu forța motrice, care este gradientul de concentrație.
Această ecuație fundamentală se aplică unui număr de situații. Restricționând discuția exclusiv la condițiile de stare staționară, în care nici {\displaystyle dC_{A}/dx,} nici {\displaystyle dC_{B}/dx} nu se modifică în timp, se ia în considerare mai întâi contradifuzia echimoleculară.

## Contradifuzia echimoleculară
Dacă nu are loc niciun flux volumic într-un element de lungime dx, vitezele de difuzie a două gaze ideale (cu volume molare similare) A și B trebuie să fie egale și opuse, adică {\displaystyle N_{A}=-N_{B}}.
Presiunea parțială a elementului A se modifică cu {\displaystyle dP_{A}} pe distanța dx. Similar, presiunea parțială a elementului B se modifică cu {\displaystyle dP_{B}}. Deoarece nu există nicio diferență în presiunea totală de-a lungul elementului (nu există flux volumic),
{\displaystyle {\frac {dP_{A}}{dx}}=-{\frac {dP_{B}}{dx}}}.
Pentru un gaz ideal, presiunea parțială este legată de concentrația molară prin relația:
{\displaystyle P_{A}V=n_{A}RT}
unde nA este numărul de moli de gaz A în volumul V. Deoarece concentrația molară {\displaystyle C_{A}} este egală cu {\displaystyle n_{A}/V}, 
{\displaystyle P_{A}=C_{A}RT}
Prin urmare, pentru gazul A,
{\displaystyle N_{A}=-D_{AB}{\frac {1}{RT}}{\frac {dP_{A}}{dx}}}
unde {\displaystyle D_{AB}} este difuzivitatea lui A în B. Similar,
{\displaystyle N_{B}=-D_{BA}{\frac {1}{RT}}{\frac {dP_{B}}{dx}}=D_{AB}{\frac {1}{RT}}{\frac {dP_{A}}{dx}}}
Considerând că {\displaystyle dP_{A}/dx=-dP_{B}/dx,} se demonstrează că {\displaystyle D_{AB}=D_{BA}=D.} Dacă presiunea parțială a lui A la x1 este {\displaystyle P_{A_{1}}} și la x2 este {\displaystyle P_{A_{2}},} prin integrarea ecuației de mai sus se obține:
{\displaystyle N_{A}=-{\frac {D}{RT}}{\frac {(P_{A2}-P_{A1})}{x_{2}-x_{1}}}}
O ecuație similară poate fi obținută pentru contradifuzia gazului B.